# La Mort Noir dans Esch/Alzette
La Mort Noir dans Esch/Alzette – album koncertowy zespołu Sunn O))). Materiał został nagrany podczas występu w klubie Kulturfabrik Esch/Alzette w Luksemburgu. Liczba sztuk ograniczona do 1000.

## Lista utworów
1. Orthodox Caveman - 6:15
2. Hallow-Cave - 21:58
3. Reptile Lux - 13:26
4. CandleGoat/Bathori - 21:54